# 1548

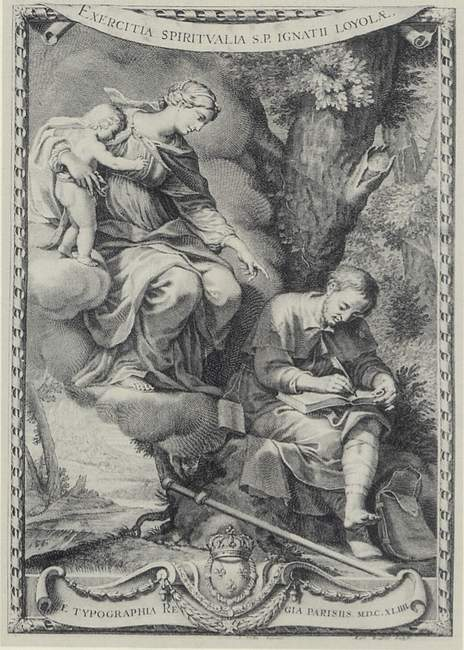
Ignatius van Loyola schrijft de Exercitia spiritualia

Het jaar 1548 is het 48e jaar in de 16e eeuw volgens de christelijke jaartelling.

## Gebeurtenissen
januari
- 31 - De torenspits van de Kathedraal van Lincoln stort in, waardoor deze de titel van hoogste bouwwerk ter wereld verliest aan de Marienkirche in Stralsund.

februari
- 14 - Slag bij Uedahara: Murakami Yoshikiyo verslaat Takeda Shingen

mei
- 9 - Grote stadsbrand in Menen.
- 15 - Interim van Augsburg: Keizer Karel V stelt een verzoening op waarmee de protestanten terug naar de Rooms-katholieke Kerk kunnen terugkeren, die echter vanuit beide zijden veelal verworpen wordt.

juni
- 26 - Transactie van Augsburg: De gebieden van keizer Karel V die in de Westfaalse Kreits liggen, worden overgebracht naar de Bourgondische Kreits, en de Bourgondische Kreits wordt meer onafhankelijk van het Heilige Roomse Rijk.

september
- 13 - Huwelijk van de latere Keizer Maximiliaan II en Maria van Spanje.
- 18 - De Oostendorper watermolen bij Haaksbergen wordt in gebruik genomen.

oktober
- 20 - Alonso de Mendoza sticht La Paz.

december
- De Saksische Landdag geeft steun aan het Interim van Leipzig, een door de protestanten aangepaste versie van het Interim van Augsburg.

zonder datum
- Het markgraafschap Saluzzo wordt geannexeerd bij Frankrijk.
- Slag bij Shirojiritoge: Takeda Shingen verslaat Ogasawara Nagatoki
- Einde van de Cocoliztli-epidemie in Nieuw-Spanje.
- Sai Setthathirat I wordt gekroond als koning van Lanna.
- De Universiteit Messina wordt opgericht.
- Maria van Schotland reist naar Frankrijk, waar ze zal trouwen met de dauphin Frans

## Beeldende kunst

Titiaan: Ruiterportret van Karel V
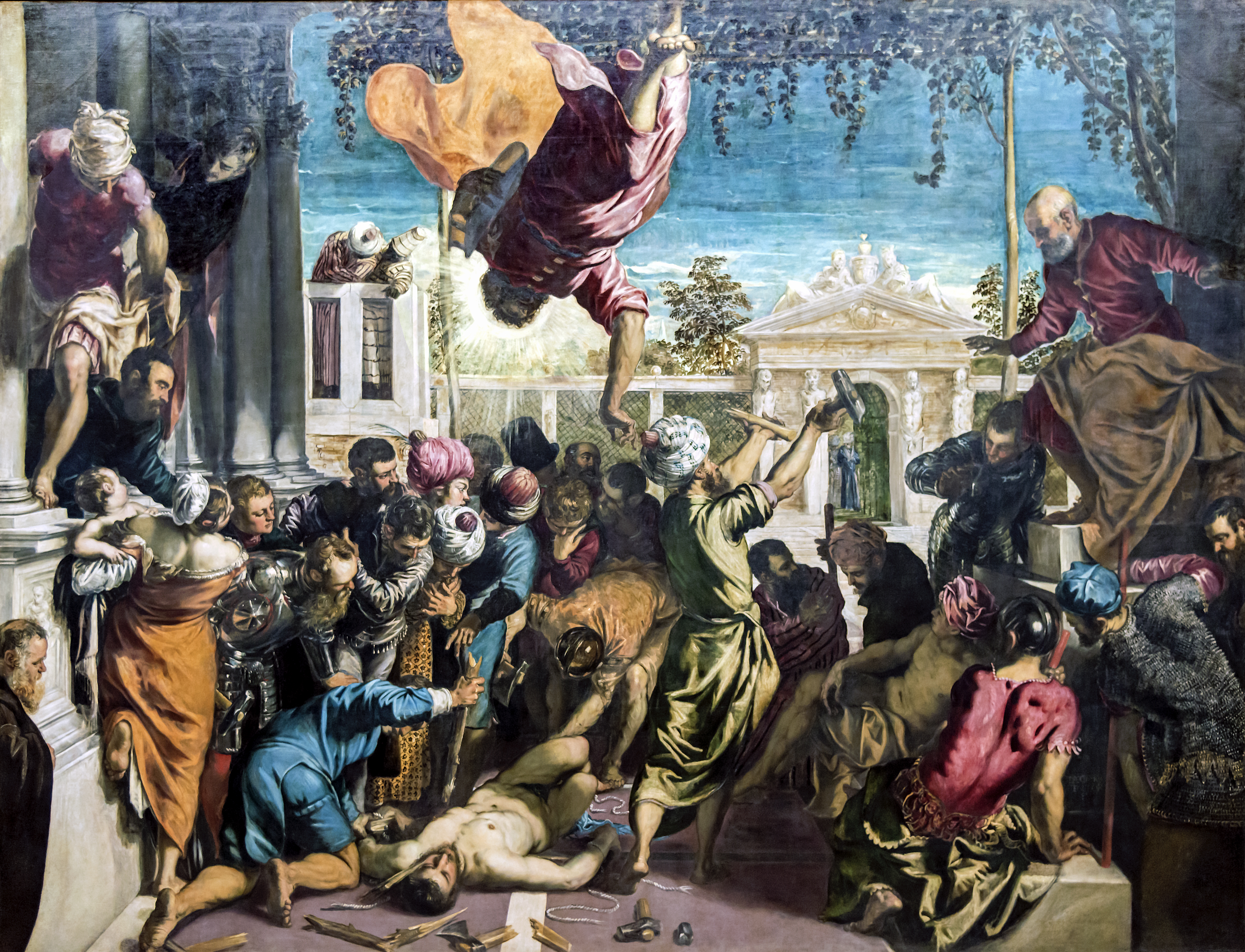
Tintoretto: Het wonder van de slaaf
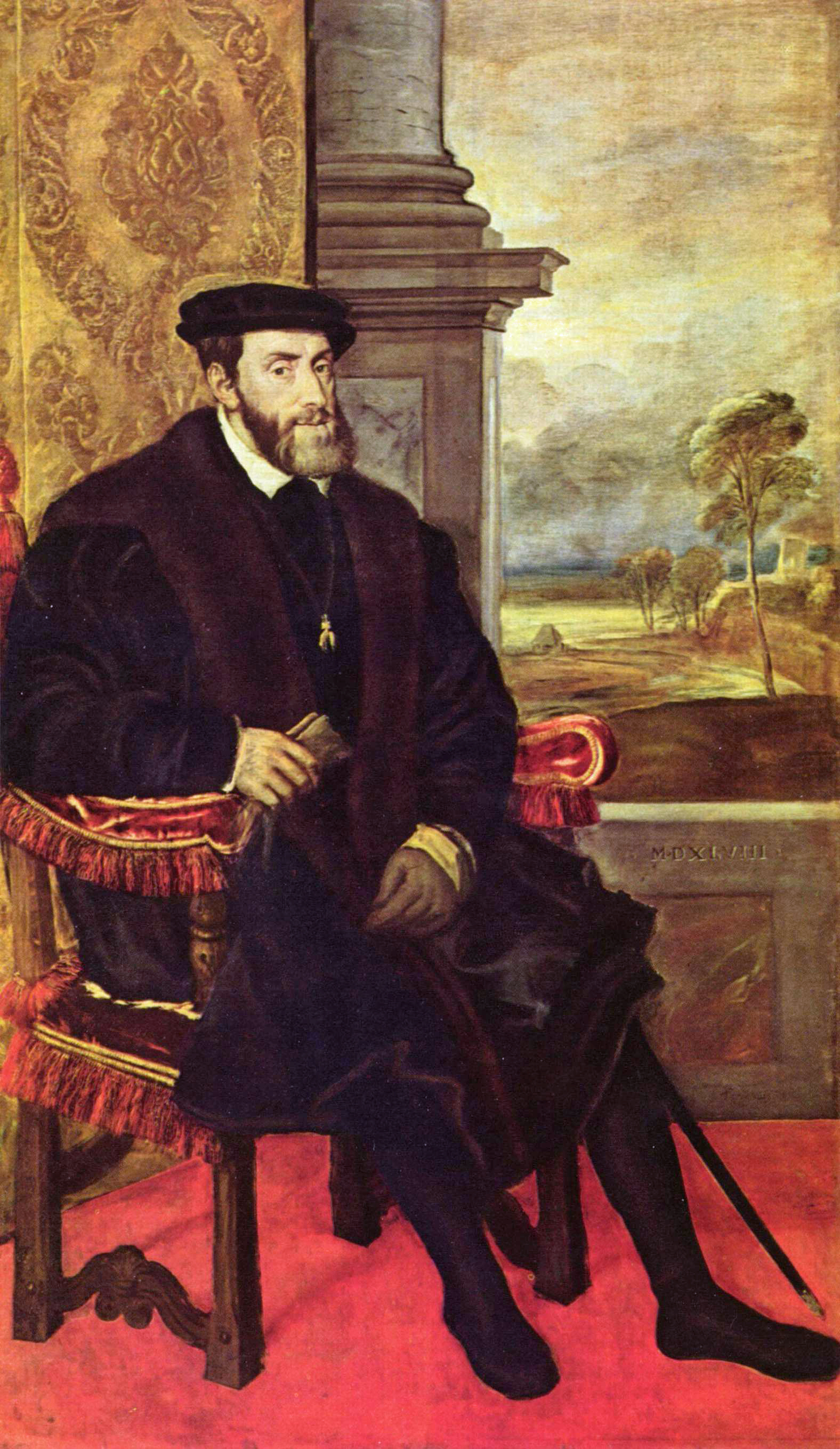
Titiaan: Portret van Karel V
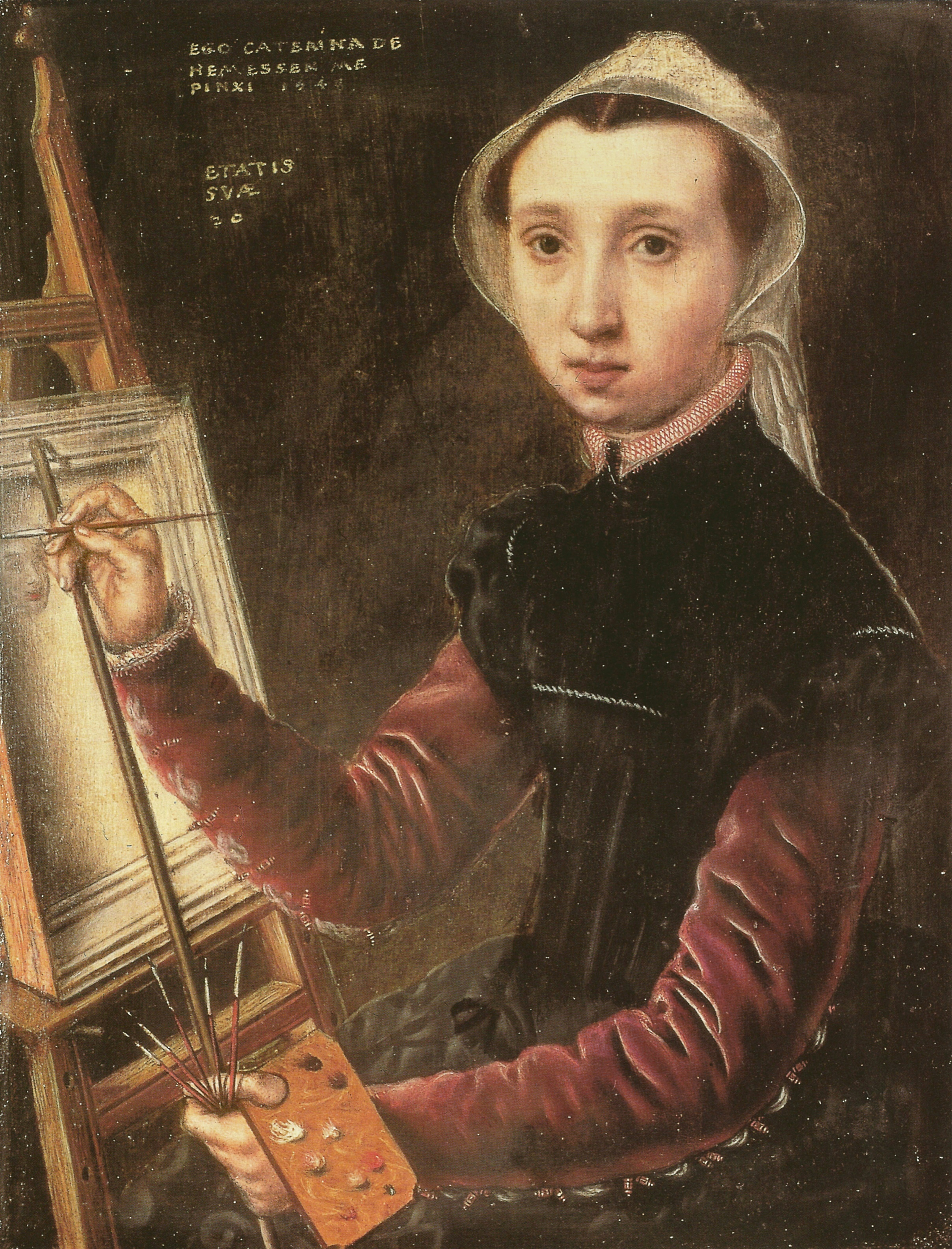
Catharina van Hemessen: Zelfportret

## Opvolging
- Ayutthaya - Kaeofa opgevolgd door Mahachakkaphat
- Buren - Maximiliaan van Egmont opgevolgd door zijn dochter Anna van Egmond
- Generalitat de Catalunya - Jaume Caçador opgevolgd door Michiel van Oms en Sentmenat
- Polen en Litouwen - Sigismund I opgevolgd door zijn zoon Sigismund II August
- Vietnam - Le Trang Tong opgevolgd door zijn zoon Le Trung Tong

## Afbeeldingen

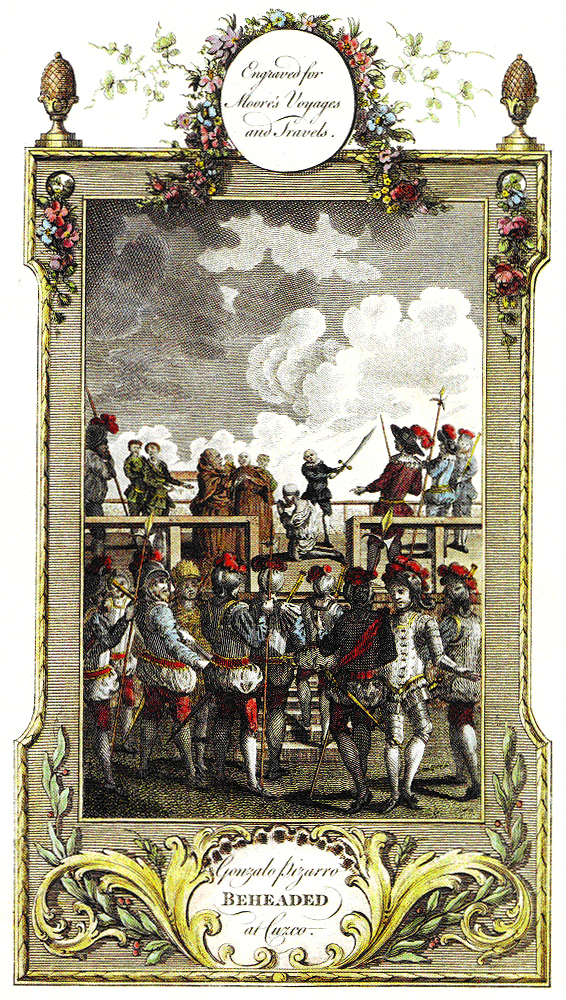
Executie van Gonzalo Pizarro
De Bourgondische Kreits na 1548
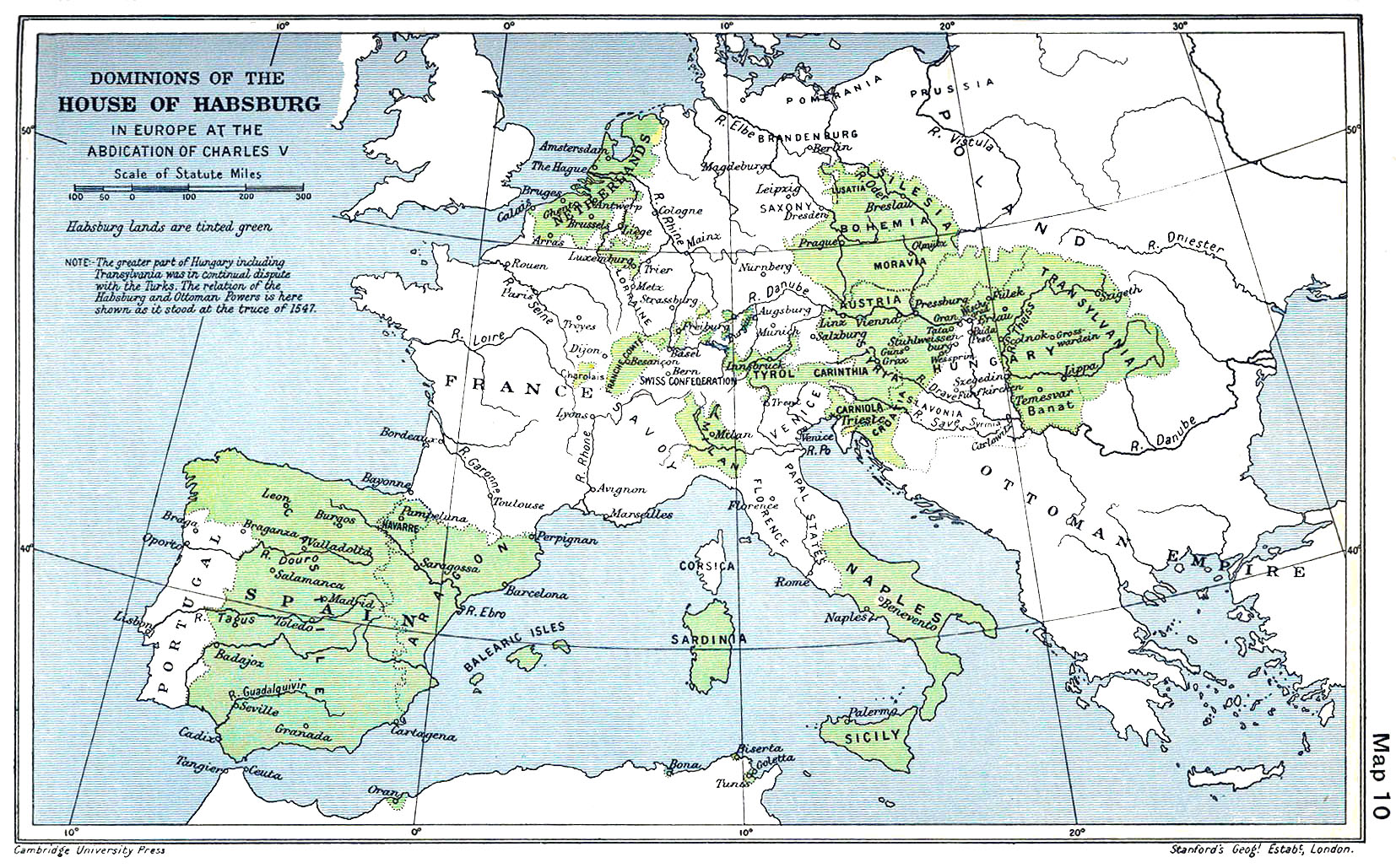
Het rijk van Karel V in Europa
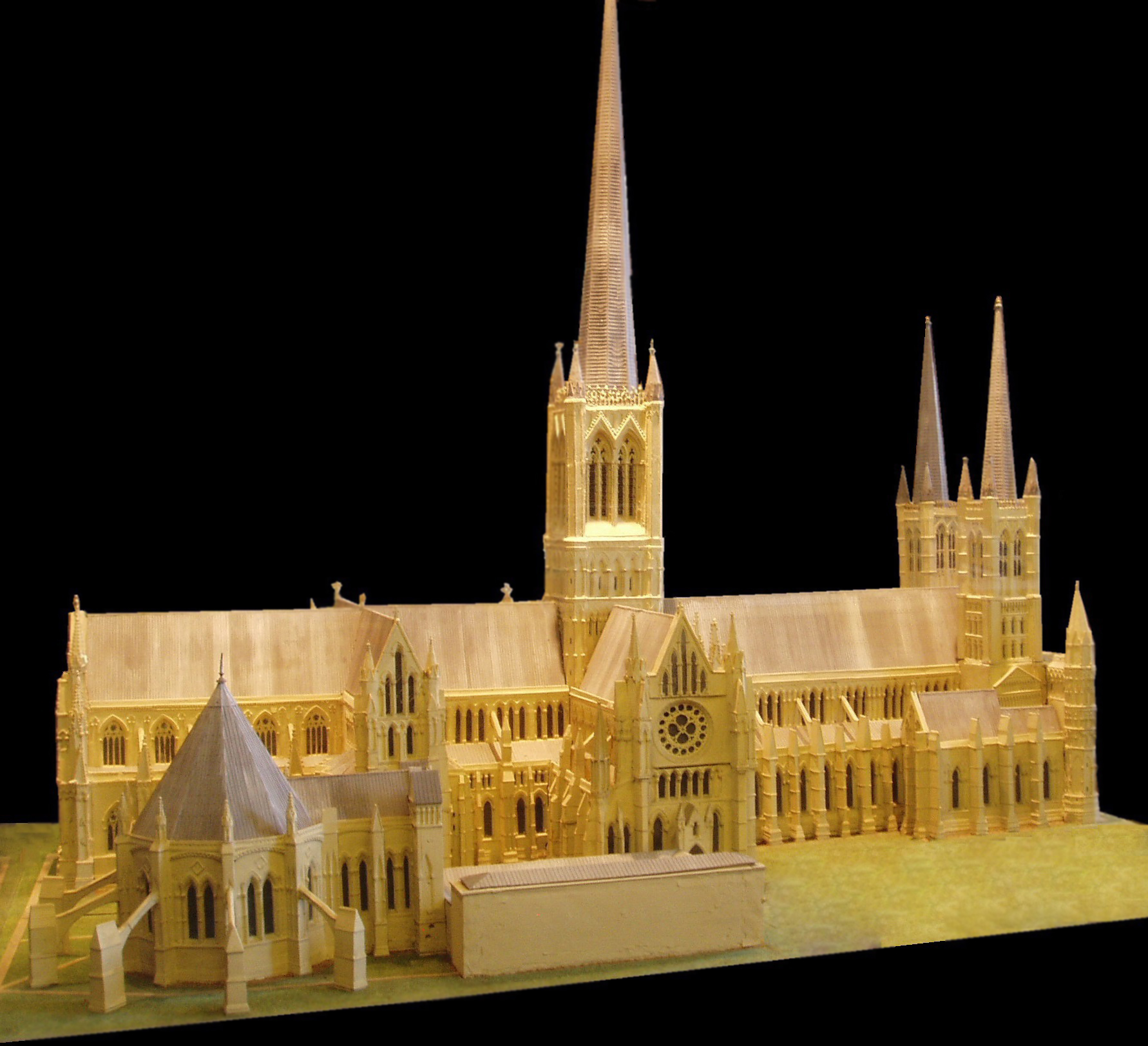
model van de Kathedraal van Lincoln voor 1548
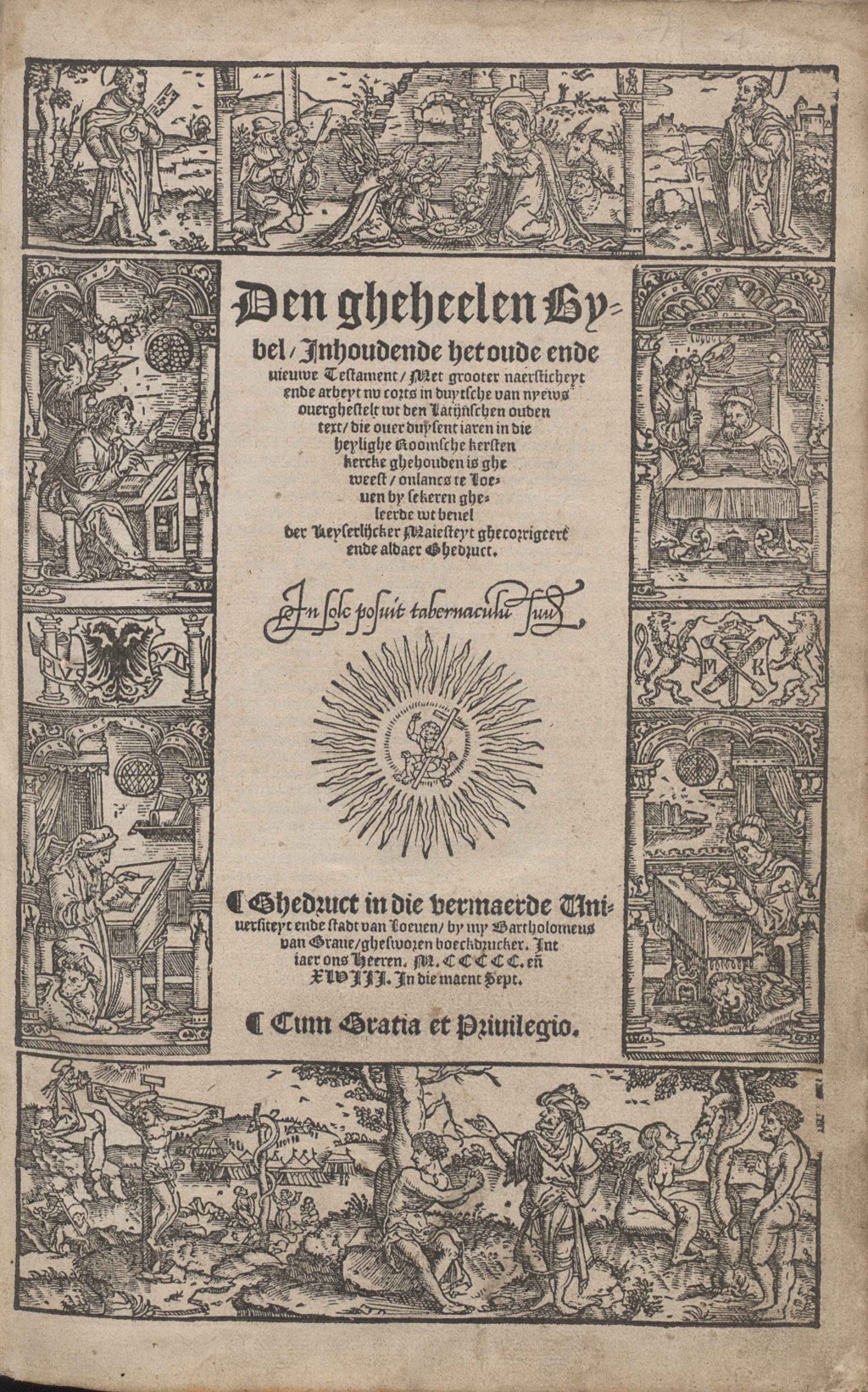
Leuvense Bijbel
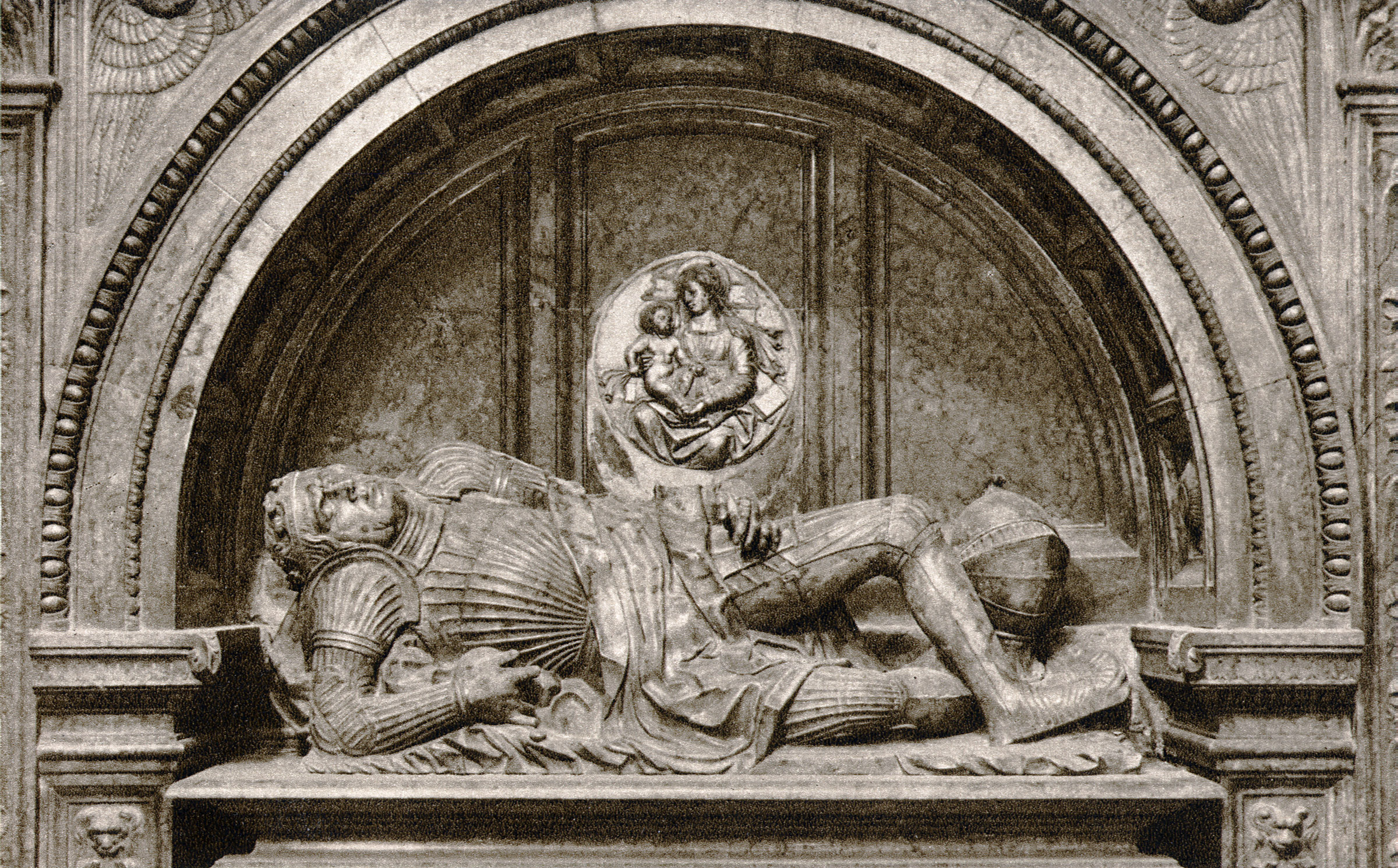
grafmonument van Sigismund I van Polen
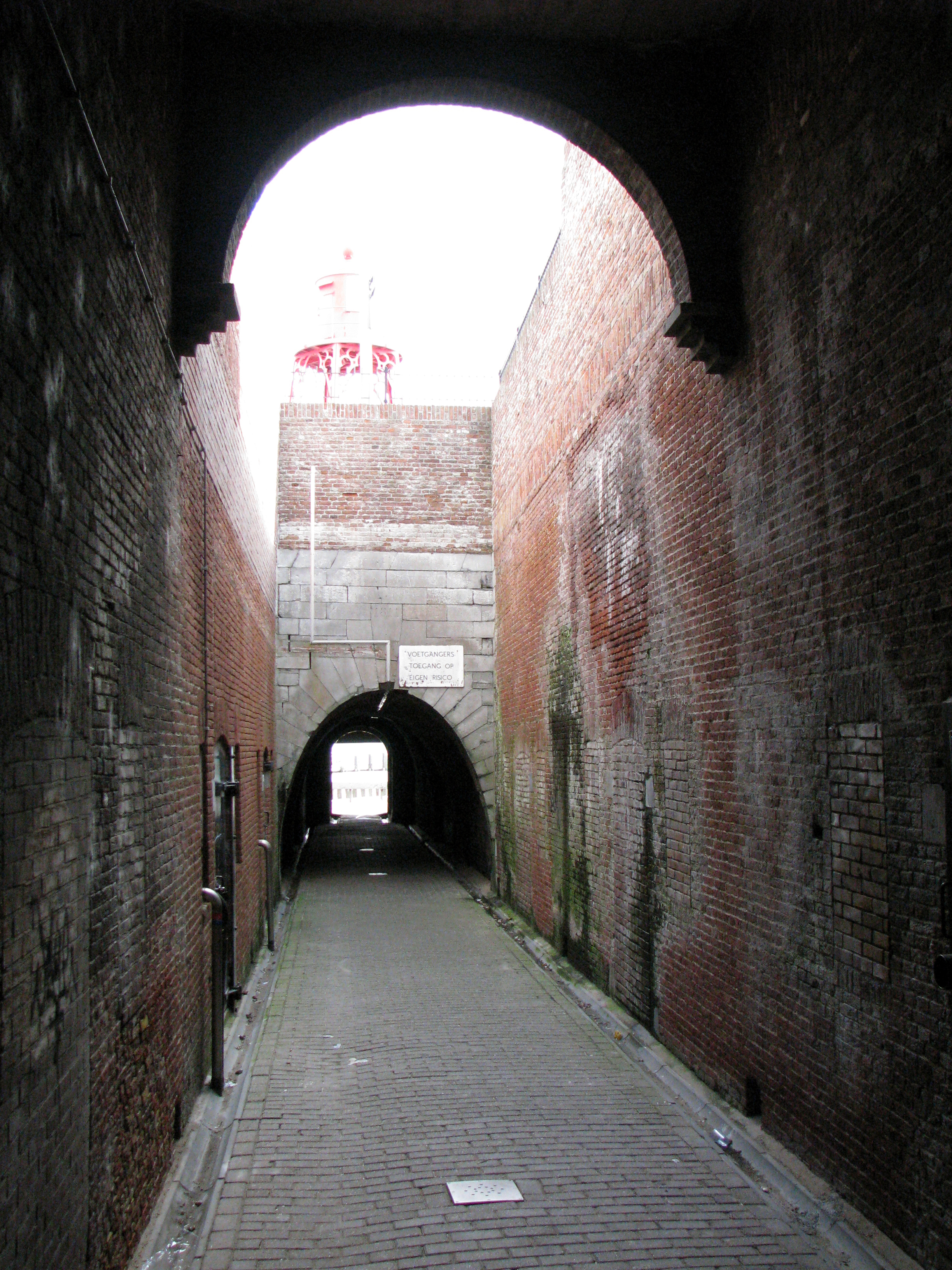
Keizersbolwerk, Vlissingen - verdedigingswerk gebouwd in 1548
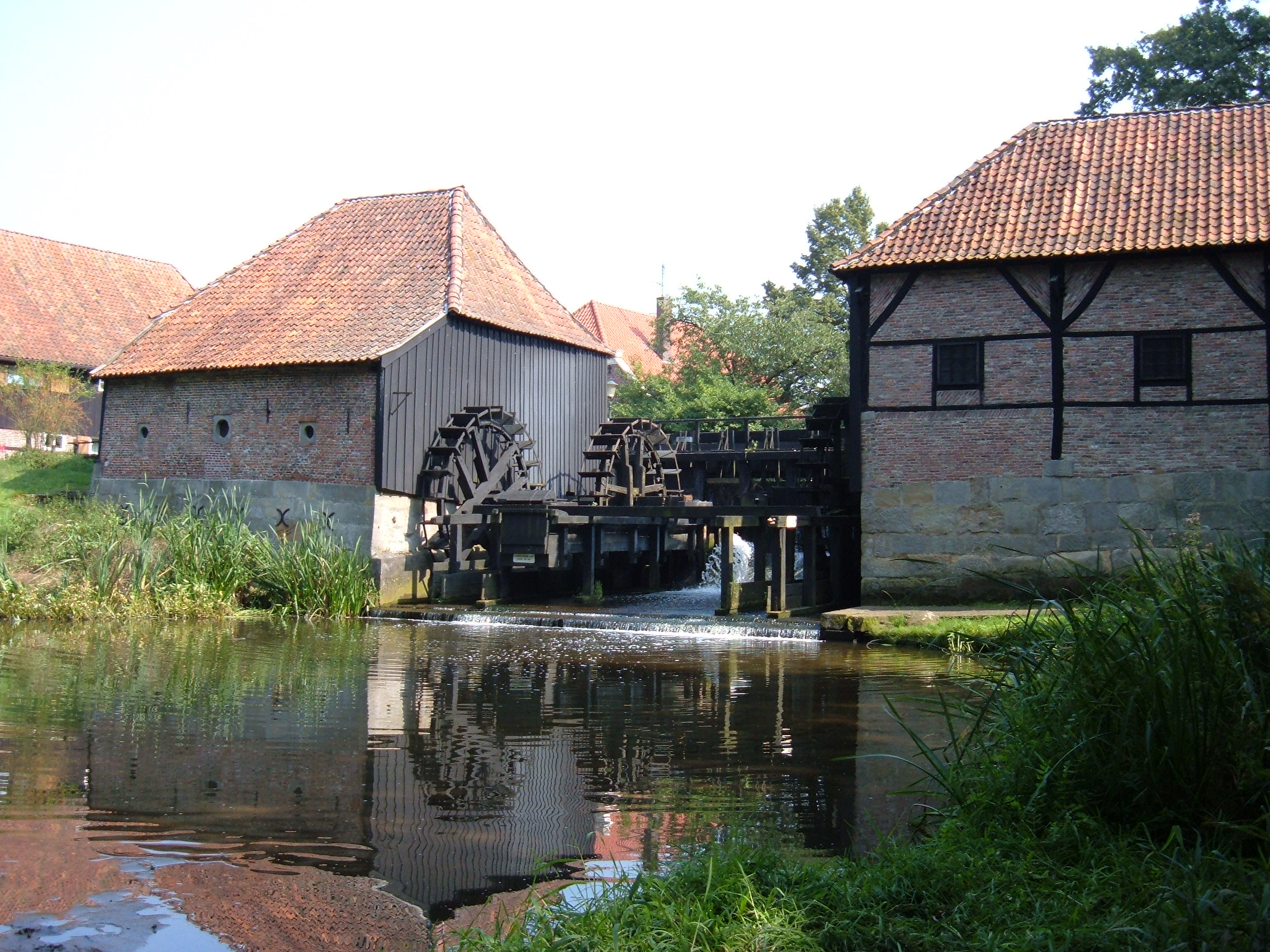
Oostendorper watermolen

## Geboren
- 5 januari - Francisco Suárez, Spaans filosoof
- januari - Giordano Bruno, Italiaans filosoof
- 13 maart - Sasbout Vosmeer, Nederlands geestelijke
- 15 april - Pietro Cataldi, Italiaans wiskundige
- april - Simon Fransz van Merwen, Nederlands landmeter
- 10 mei - Antonio Priuli, doge van Venetië
- mei - Karel van Mander, Zuid-Nederlands kunstenaar
- 15 juli - George III van Erbach, Duits edelman
- 30 augustus - Mary Seymour, Engels edelkind
- 2 september - Vincenzo Scamozzi, Venetiaans architect
- 29 september - Willem V, hertog van Beieren
- 25 december - Pieter Cornelisz. Bockenberg, Nederlands geschiedschrijver
- Balthasar de Ayala, Spaans rechtsgeleerde
- Luis Barahona de Soto, Spaans dichter
- Pouwels Cornelisz van Berestein, Nederlands koopman
- Cornelis Ketel, Nederlands kunstschilder
- Francis Langley, Engels theaterondernemer
- Petrus de Licht, Zuid-Nederlands theoloog
- Malik Ambar, Ethiopisch-Indisch staatsman
- Bernard Maciejowski, Pools prelaat
- Peter van Melun, Zuid-Nederlands edelman
- Catharina van Nevers, Frans edelvrouw
- Valentinus Otho, Duits wiskundige
- Frederik III van Renesse van Elderen, Zuid-Nederlands edelman
- Antonio de Santo Estevão, Portugees prelaat
- Jan Snellinck, Zuid-Nederlands kunstschilder
- William Stanley, Engels militair
- Simon Stevin, Zuid-Nederlands ingenieur
- Peter de Witte, Zuid-Nederlands kunstenaar
- Balduin Hoyoul, Zuid-Nederlands componist (jaartal bij benadering)
- Franciscus Lucas, Zuid-Nederlands theoloog (jaartal bij benadering)
- Joost de Moor, Nederlands vlootleider (jaartal bij benadering)
- Tomás Luis de Victoria, Spaans componist (jaartal bij benadering)

## Overleden
- 23 maart - Itagaki Nobukata (~58), Japans samoerai
- 1 april - Sigismund I (81), koning van Polen (1506-1548)
- 10 april - Gonzalo Pizarro (~37), Spaans conquistador
- 6 mei - Anthony Browne (~47), Engels hoveling
- 30 mei - Juan Diego Cuauhtlatoatzin (~73), Azteeks-Spaans kluizenaar
- 3 juni - Juan de Zumárraga (~79), Spaans prelaat
- 14 juni - Johannes von Weeze (~58), Duits prelaat en diplomaat
- 26 juni - Leonardo Grazia (~45), Italiaans kunstschilder
- 4 juli - Filips van Palts-Neuburg (44), Duits edelman en legerleider
- 6 augustus - Georg Rhau (~60), Duits boekdrukker
- 9 augustus - Pietro Lippomano (~44), Venetiaans geestelijke
- 5 september - Catharina Parr (~36), echtgenote van Hendrik VIII
- 21 december - Willem II van Beieren-Schagen (30), Noord-Nederlands edelman
- 24 december - Maximiliaan van Egmont (~39), Noord-Nederlands edelman
- 26 december - Henrica van Erp (~68), Nederlands abdis
- Amari Torayasu (~49), Japans samoerai
- Wolfert van Brederode (~53), Noord-Nederlands edelman
- Agostino Busti (~65), Italiaans beeldhouwer
- Drowey Gönpo (~40), Tibetaans staatsman
- Gyaltsen Tsangpo (~51), Tibetaans geestelijke
- Kaeofa (~13), koning van Ayutthaya (1546-1548)
- Le Trang Tong, keizer van Vietnam (1533-1548)
- Arnold I van Manderscheid-Blankenheim (~48), Duits edelman
- Guillaume Poyet (~75), Frans staatsman
- Wolter Westerhues, Duits klokkengieter